# رسالة الصوفي في الكواكب
رسالة الصوفي في الكواكب هي قصيدة تعود إلى القرن العاشر أو الحادي عشر، كُتبت على الأرجح في الري، إيران. ألفها ابن الصوفي أو على الأرجح أحد أبنائه. تعد هذه القصيدة ملحقًا شعريًا لعمل ابن الصوفي الفلكي الرئيس صور الكواكب الثمانية والأربعين، وهي مكتوبة على نمط الـأرجوزة. 
النص معروف من خلال مخطوطة تعود إلى القرن الثالث عشر، يُعتقد أنها كُتبت في بغداد، وهي محفوظة حاليًا في متحف رضا عباسي بطهران (RAM M. 570)، وتُعرف أيضًا باسم "RAM الصوفي". يُؤرخ أسلوبها الفني إلى حوالي عام 1225م. تحتوي المخطوطة على نقش يحمل تاريخ 554 هـ (1159م)، ولكن يُرجح أنه إضافة لاحقة.
تحتوي المخطوطة على رسوم توضيحية لمجموعات النجوم، تتخذ أشكالًا بشرية وحيوانية مختلفة. يرتدي العديد من الشخصيات ملابس تركية، مثل قنطورس، الذي يظهر وهو يعتمر غطاء رأس تركي يُعرف بـالشربوش.
هناك نسخة أخرى تعود إلى العصر القاجاري، مؤرخة إلى عام 1894م، وهي محفوظة في مكتبة مجلس الشورى الإسلامي بطهران (الرقم 5099).

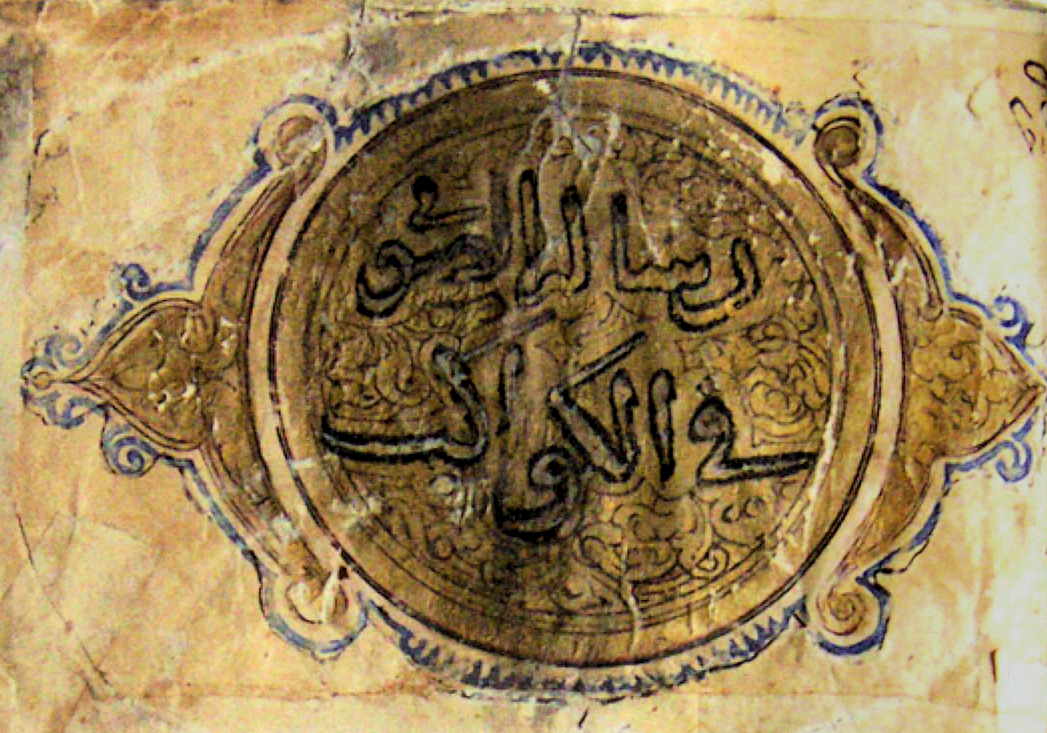
عنوان رسالة الصوفي في الكواكب
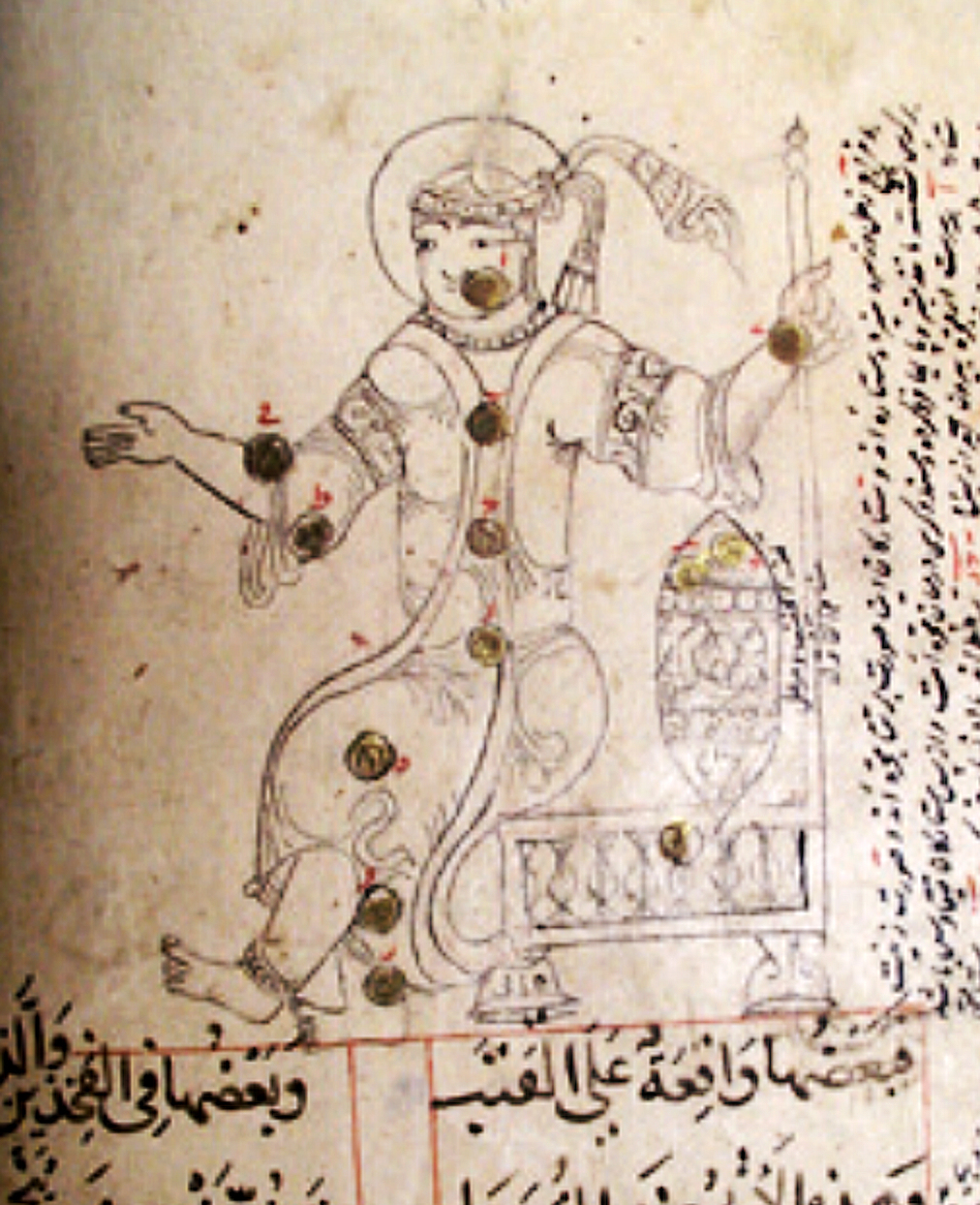
ذات الكرسي. ابن الصوفي، ص. 24
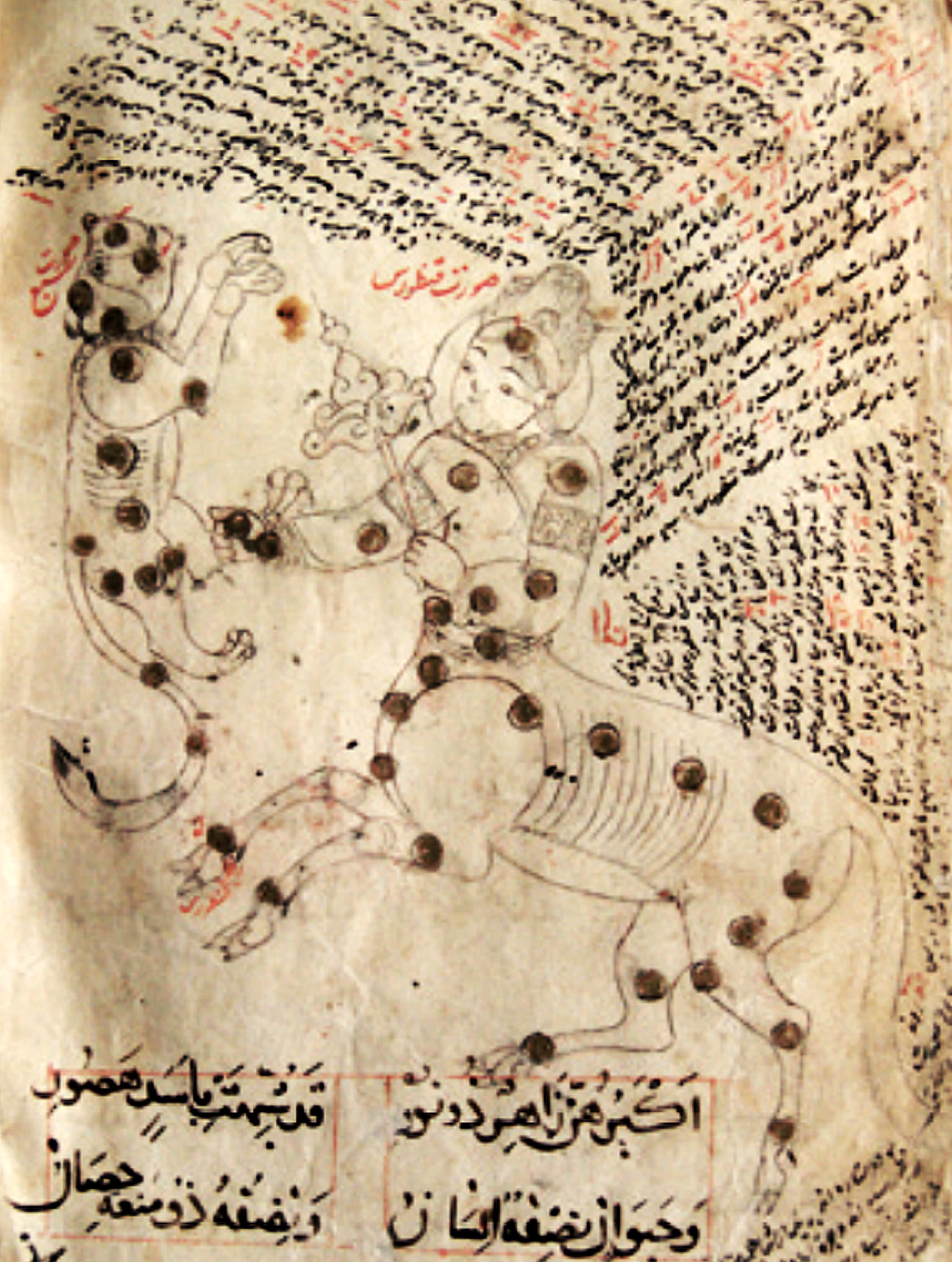
القنطور والذئب. ابن الصوفي، ص. 72. القنطور يعتمر الشربوش التركي.
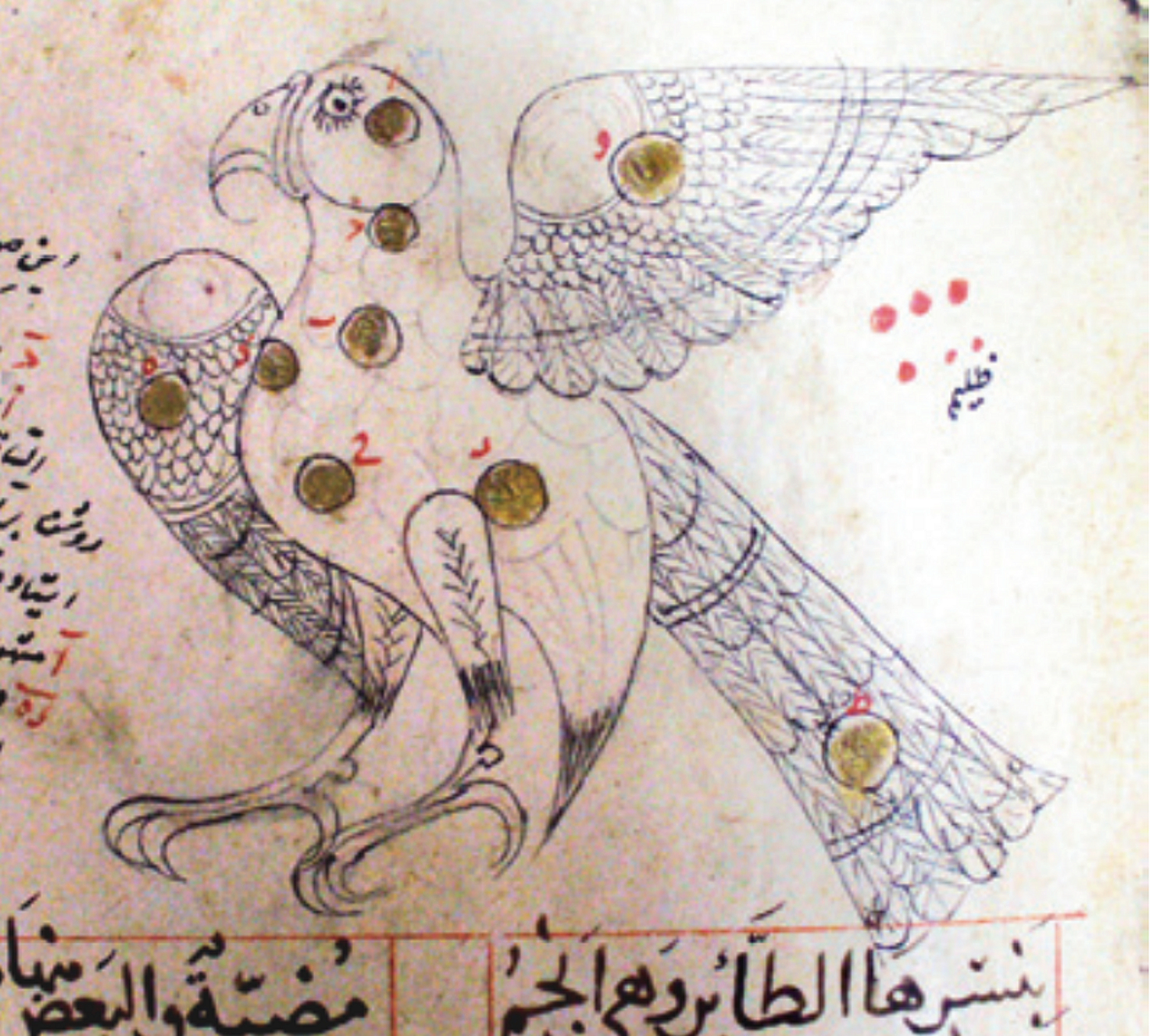
كوكبة النسر. ابن الصوفي، ص. 31
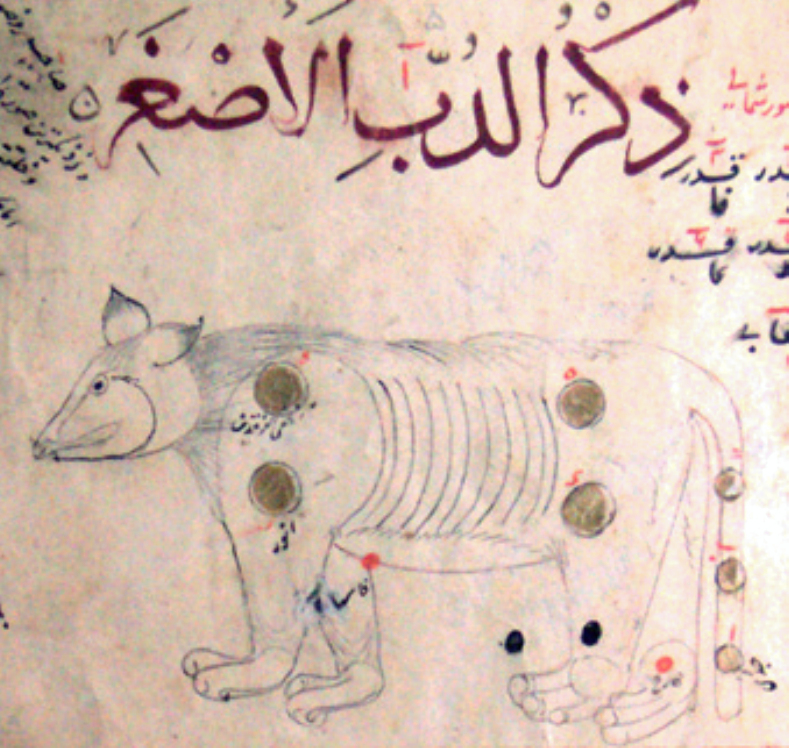
الدب الأصغر. ابن الصوفي، ص. 5
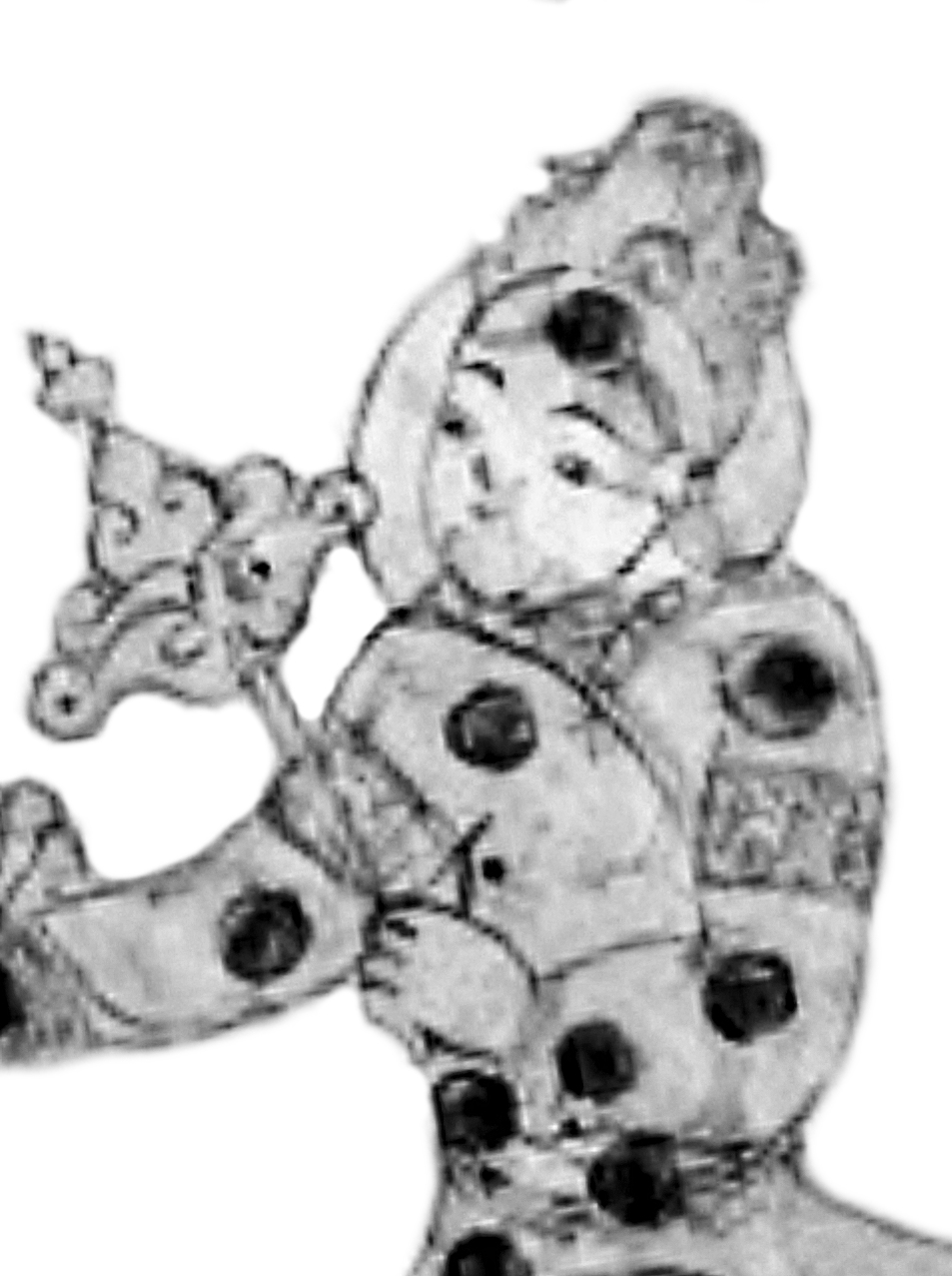
القنطور (تفصيل) بغطاء رأس وملابس تركية.